# ピアノと弦楽オーケストラのための朝の歌
ピアノと弦楽オーケストラのための朝の歌は、松村禎三が2001年に作曲したピアノと弦楽オーケストラのための作品である。

## 概要
2001年に岐阜県の委嘱で作曲され、同年8月5日岩城宏之指揮、オーケストラ・アンサンブル金沢によって初演された。演奏時間は約11分。
1960年代に、松村の名を知らしめた《交響曲第1番》の姉妹作である《弦楽四重奏とピアノのための音楽》に近い弦楽とピアノの編成をとり、管楽器の音色をあえて使わずに、弦楽による無限の音色や表情の変化で水墨画のような世界を志向した独奏ピアノと弦楽オーケストラによる協奏的作品である。スコアには透徹した眼差しと、選びぬかれた音を構築するための、生々しい改訂の跡がある。
2002年の改訂は、オーケストラ・アンサンブル金沢の東京公演（浜離宮朝日ホール）に際して弦楽を8,5,4,4,2から6,4,3,3,2に減らしたものである。

## 楽器編成
ピアノ、弦五部（8,5,4,4,2もしくは6,4,3,3,2）